# E86
E86 eller Europaväg 86 är en 470 km lång europaväg som går i Albanien och Grekland.

## Sträckning
Pogradec - Korça - Krystallopigí (gränsen Albanien-Grekland) - Florina - Vevi - Gefira - Thessaloniki.

## Standard
E86 är landsväg, och följer grekiska riksvägen nr 2.

## Anslutningar
- E65
- E75
- E90
- E852